# Nonciature apostolique au Burundi
La nonciature apostolique au Burundi est la mission diplomatique du Saint-Siège au Burundi. Il est situé à Bujumbura. L'actuel nonce apostolique est Dieudonné Datonou, qui a été nommé à ce poste par le pape François le 7 octobre 2021.
La nonciature apostolique en République du Burundi constitue un office ecclésiastique de l’Église catholique, doté du rang d’ambassade. Le nonce apostolique agit à la fois comme ambassadeur du Saint-Siège auprès du président du Burundi et comme délégué du pape auprès de l’Église locale. Il assure le lien entre la hiérarchie catholique du pays et le souverain pontife, jouant un rôle de médiation et de représentation permanente.

## Nonces apostoliques au Burundi
- Vito Roberti (en) (11 février 1963[1] – 15 août 1965)[2], également archevêque titulaire de Pharan (de)
- Émile André Jean-Marie Maury (16 juin 1965[3] – 1967), également archevêque titulaire de Laodicée-en-Phrygie (de)
- Amelio Poggi (en) (27 mai 1967[4] – 27 novembre 1969)[5], également archevêque titulaire de Cercina (de)
- William Aquin Carew (en) (27 novembre 1969[6] – 13 mai 1974)[7], également archevêque titulaire de Telde (de)
- Nicola Rotunno (en) (7 janvier 1975[8] – 13 avril 1978), également archevêque titulaire de Minora (de)
- Donato Squicciarini (31 août 1978 – 16 septembre 1981), également archevêque titulaire de Tiburnia (de)
- Bernard Jacqueline (24 avril 1982 – octobre 1985), également archevêque titulaire d'Abbir Maius (de)
- Pietro Sambi (10 octobre 1985 – 28 novembre 1991), également archevêque titulaire de Bellicastrum
- Rino Passigato (16 décembre 1991 – 18 mars 1996), également archevêque titulaire de Nova Caesaris (de)
- Emil Paul Tscherrig (4 mai 1996 – 8 juillet 2000), également archevêque titulaire de Voli (de)
- Michael Courtney (18 août 2000 – 29 décembre 2003), également archevêque titulaire d'Eanach Dúin (de)
- Paul Richard Gallagher (22 janvier 2004 – 19 février 2009), également archevêque titulaire d'Hodelm (de)
- Franco Coppola (16 juillet 2009  – 31 janvier 2014), également archevêque titulaire de Vinda (de)
- Wojciech Załuski (15 juillet 2014  – 29 septembre 2020), également archevêque titulaire de Diocletiana (de)
- Dieudonné Datonou (7 octobre 2021  – présent), également archevêque titulaire de Vico Equense (de)